# 埃蒙·纳什
埃蒙·纳什（1927年—2000年4月17日），爱尔兰水文学家和水文教育家，在欧洲是将科学原理应用于新兴的水文学科的先驱者，并为水文学科的发展和世界各地的水文工作者的教育做出了极大的贡献。
纳什（J. E. Nash）早年在爱尔兰国立大学高尔韦学院（University College, Galway）主修工程学，他的工程学硕士学位论文《河川径流和降雨的关系》表明了他以后学术研究领域的主题之一。毕业后，他加入都柏林公用工程局（Office of Public Works, Dublin），研究未测量流域的流量频率问题以及单位线和流域汇水特征的关系。然后，他前往英国沃林福德水力学研究站（Hydraulics Research Station, Wallingford）作为高级研究员继续研究通过单位线和其他模型预测径流量。他曾在英国格伦登安德伍德设立实验流域以提供用于流量预报的准确测量，并发展了洪水评估的统计学方法。
在尼日利亚短暂工作了一段时间后，他参与了英国沃林福德水文研究机构的创建并是第一任负责人。该机构随后演变为水文研究所（Institute of Hydrology，现在更名为生态及水文中心<Centre for Ecology and Hydrology>）。
1963年，他回到爱尔兰，在爱尔兰国立大学高尔韦学院开设国际水文培训班并被任命为教授。许多国家的水文工作者在高尔韦学院或者在坦桑尼亚达累斯萨拉姆接受了培训。1979年至2000年开设的国际水文研究生班吸引了超过50多个国家的水文工作者，350多名学生取得了硕士、博士学位或者高级文凭。国内著名的水文学者梁庚辰、夏军、郭生练等都曾在纳什教授领导的工程水文系学习或进修过。他继续关注英国水文研究所的相关研究，比如水文研究所和爱尔兰公用工程局合作推出的著名的《洪水研究报告》。他还荣任多年的《水文杂志》编辑。他以幽默、对同事的关心和对新研究成果的敏锐评论而著称。
1989年，由于他对水文科学的杰出贡献，他被国际水文科学协会（INTERNATIONAL ASSOCIATION OF HYDROLOGICAL SCIENCES ）授予国际水文奖（International Hydrology Prize）。
1999年，纳什教授被美国土木工程师协会（American Society of Civil Engineers）授予周文德奖（Ven Te Chow Award）。